# Plus fort
Plus fort (укр. Сильніший) — пісня Жана-Жака Гольдмана, записана в 1983 році. Увійшла до третього студійного альбому «Positif».

## Про пісню
Гітарна композиція «Plus fort» має характерні поп-рокові елементи тогочасся, написана Гольдманом внаслідок захоплення ним рок-н-ролом. Темпову вокальну партію Жан-Жак супроводжує експресивним награванням електро-гітари та вокально-хоровим заспівом приспіву в пісні. Пісню переспівували: і сам автор, й інші французькі виконавці.

## Фрагмент пісні
Фрагмент пісні (перший куплет і приспів):
On veut des trucs nouveaux pour aller plus haut

Et des super machins qui nous mènent plus loin

On veut du neuf et du chic pour aller plus vite

Avec plus de confort et beaucoup moins d'effort

Après tout, nous sommes le marché

Nous avons le droit d'exiger

Et nous sommes majoritaires

Et vous devez nous satisfaire

Plus fort, plus fort

Encore, encore et toujours encore

Plus fort, plus fort

Pour nos sens et nos ventres et nos corps

Plus fort, plus fort

Plus grand, plus gros, plus vite et plus fort

...